# Lijst van planetoïden 116201-116300
Dit is een lijst van planetoïden 116201-116300 in volgorde van catalogusnummer van het Minor Planet Center. Voor de volledige lijst zie de lijst van planetoïden.
| Naam     | Voorlopige naamgeving | Datum ontdekking | Locatie ontdekking | Ontdekker  |
| -------- | --------------------- | ---------------- | ------------------ | ---------- |
| 116201 - | 2003 XS15             | 3 december 2003  | Anderson Mesa      | LONEOS     |
| 116202 - | 2003 XE19             | 14 december 2003 | Palomar            | NEAT       |
| 116203 - | 2003 XQ20             | 14 december 2003 | Palomar            | NEAT       |
| 116204 - | 2003 XD22             | 12 december 2003 | Palomar            | NEAT       |
| 116205 - | 2003 XR22             | 5 december 2003  | Catalina           | CSS        |
| 116206 - | 2003 XZ32             | 1 december 2003  | Kitt Peak          | Spacewatch |
| 116207 - | 2003 XS34             | 3 december 2003  | Socorro            | LINEAR     |
| 116208 - | 2003 XY34             | 3 december 2003  | Socorro            | LINEAR     |
| 116209 - | 2003 XC35             | 3 december 2003  | Socorro            | LINEAR     |
| 116210 - | 2003 XT35             | 3 december 2003  | Socorro            | LINEAR     |
| 116211 - | 2003 XA36             | 3 december 2003  | Socorro            | LINEAR     |
| 116212 - | 2003 XP36             | 3 december 2003  | Socorro            | LINEAR     |
| 116213 - | 2003 XS36             | 3 december 2003  | Socorro            | LINEAR     |
| 116214 - | 2003 XA37             | 3 december 2003  | Socorro            | LINEAR     |
| 116215 - | 2003 XW39             | 13 december 2003 | Palomar            | NEAT       |
| 116216 - | 2003 XA41             | 14 december 2003 | Kitt Peak          | Spacewatch |
| 116217 - | 2003 XK41             | 14 december 2003 | Kitt Peak          | Spacewatch |
| 116218 - | 2003 XQ42             | 15 december 2003 | Socorro            | LINEAR     |
| 116219 - | 2003 YH               | 16 december 2003 | Socorro            | LINEAR     |
| 116220 - | 2003 YO2              | 17 december 2003 | Kitt Peak          | Spacewatch |
| 116221 - | 2003 YU3              | 19 december 2003 | Socorro            | LINEAR     |
| 116222 - | 2003 YW3              | 16 december 2003 | Catalina           | CSS        |
| 116223 - | 2003 YD4              | 16 december 2003 | Catalina           | CSS        |
| 116224 - | 2003 YN4              | 16 december 2003 | Kitt Peak          | Spacewatch |
| 116225 - | 2003 YS4              | 16 december 2003 | Kitt Peak          | Spacewatch |
| 116226 - | 2003 YU4              | 16 december 2003 | Kitt Peak          | Spacewatch |
| 116227 - | 2003 YX4              | 16 december 2003 | Catalina           | CSS        |
| 116228 - | 2003 YZ4              | 16 december 2003 | Catalina           | CSS        |
| 116229 - | 2003 YF5              | 16 december 2003 | Kitt Peak          | Spacewatch |
| 116230 - | 2003 YH5              | 16 december 2003 | Catalina           | CSS        |
| 116231 - | 2003 YO5              | 16 december 2003 | Catalina           | CSS        |
| 116232 - | 2003 YW5              | 16 december 2003 | Kitt Peak          | Spacewatch |
| 116233 - | 2003 YY5              | 16 december 2003 | Anderson Mesa      | LONEOS     |
| 116234 - | 2003 YT6              | 17 december 2003 | Anderson Mesa      | LONEOS     |
| 116235 - | 2003 YW8              | 19 december 2003 | Socorro            | LINEAR     |
| 116236 - | 2003 YH11             | 17 december 2003 | Socorro            | LINEAR     |
| 116237 - | 2003 YF12             | 17 december 2003 | Socorro            | LINEAR     |
| 116238 - | 2003 YJ12             | 17 december 2003 | Socorro            | LINEAR     |
| 116239 - | 2003 YR12             | 17 december 2003 | Anderson Mesa      | LONEOS     |
| 116240 - | 2003 YQ13             | 17 december 2003 | Catalina           | CSS        |
| 116241 - | 2003 YE14             | 17 december 2003 | Socorro            | LINEAR     |
| 116242 - | 2003 YY14             | 17 december 2003 | Socorro            | LINEAR     |
| 116243 - | 2003 YF15             | 17 december 2003 | Socorro            | LINEAR     |
| 116244 - | 2003 YZ15             | 17 december 2003 | Anderson Mesa      | LONEOS     |
| 116245 - | 2003 YC16             | 17 december 2003 | Anderson Mesa      | LONEOS     |
| 116246 - | 2003 YK16             | 17 december 2003 | Anderson Mesa      | LONEOS     |
| 116247 - | 2003 YJ18             | 17 december 2003 | Kitt Peak          | Spacewatch |
| 116248 - | 2003 YN20             | 17 december 2003 | Kitt Peak          | Spacewatch |
| 116249 - | 2003 YS21             | 17 december 2003 | Kitt Peak          | Spacewatch |
| 116250 - | 2003 YK22             | 18 december 2003 | Socorro            | LINEAR     |
| 116251 - | 2003 YV23             | 17 december 2003 | Socorro            | LINEAR     |
| 116252 - | 2003 YW23             | 17 december 2003 | Kitt Peak          | Spacewatch |
| 116253 - | 2003 YV25             | 18 december 2003 | Socorro            | LINEAR     |
| 116254 - | 2003 YR26             | 18 december 2003 | Kitt Peak          | Spacewatch |
| 116255 - | 2003 YA27             | 16 december 2003 | Anderson Mesa      | LONEOS     |
| 116256 - | 2003 YF27             | 16 december 2003 | Črni Vrh           | Črni Vrh   |
| 116257 - | 2003 YY27             | 17 december 2003 | Palomar            | NEAT       |
| 116258 - | 2003 YY29             | 17 december 2003 | Palomar            | NEAT       |
| 116259 - | 2003 YB30             | 18 december 2003 | Kitt Peak          | Spacewatch |
| 116260 - | 2003 YZ31             | 18 december 2003 | Kitt Peak          | Spacewatch |
| 116261 - | 2003 YF32             | 18 december 2003 | Socorro            | LINEAR     |
| 116262 - | 2003 YJ32             | 18 december 2003 | Socorro            | LINEAR     |
| 116263 - | 2003 YR32             | 22 december 2003 | Palomar            | NEAT       |
| 116264 - | 2003 YY32             | 16 december 2003 | Kitt Peak          | Spacewatch |
| 116265 - | 2003 YB33             | 16 december 2003 | Catalina           | CSS        |
| 116266 - | 2003 YF33             | 16 december 2003 | Kitt Peak          | Spacewatch |
| 116267 - | 2003 YX33             | 17 december 2003 | Anderson Mesa      | LONEOS     |
| 116268 - | 2003 YU34             | 18 december 2003 | Socorro            | LINEAR     |
| 116269 - | 2003 YB35             | 18 december 2003 | Haleakala          | NEAT       |
| 116270 - | 2003 YJ35             | 19 december 2003 | Socorro            | LINEAR     |
| 116271 - | 2003 YQ35             | 19 december 2003 | Socorro            | LINEAR     |
| 116272 - | 2003 YA41             | 19 december 2003 | Kitt Peak          | Spacewatch |
| 116273 - | 2003 YX41             | 19 december 2003 | Kitt Peak          | Spacewatch |
| 116274 - | 2003 YX42             | 19 december 2003 | Kitt Peak          | Spacewatch |
| 116275 - | 2003 YH43             | 19 december 2003 | Socorro            | LINEAR     |
| 116276 - | 2003 YE44             | 19 december 2003 | Kitt Peak          | Spacewatch |
| 116277 - | 2003 YS45             | 17 december 2003 | Anderson Mesa      | LONEOS     |
| 116278 - | 2003 YY45             | 17 december 2003 | Socorro            | LINEAR     |
| 116279 - | 2003 YG46             | 17 december 2003 | Palomar            | NEAT       |
| 116280 - | 2003 YH47             | 17 december 2003 | Kitt Peak          | Spacewatch |
| 116281 - | 2003 YR47             | 18 december 2003 | Socorro            | LINEAR     |
| 116282 - | 2003 YU50             | 18 december 2003 | Socorro            | LINEAR     |
| 116283 - | 2003 YS51             | 18 december 2003 | Socorro            | LINEAR     |
| 116284 - | 2003 YC52             | 18 december 2003 | Socorro            | LINEAR     |
| 116285 - | 2003 YG52             | 18 december 2003 | Socorro            | LINEAR     |
| 116286 - | 2003 YB53             | 19 december 2003 | Socorro            | LINEAR     |
| 116287 - | 2003 YF54             | 19 december 2003 | Kitt Peak          | Spacewatch |
| 116288 - | 2003 YV54             | 19 december 2003 | Socorro            | LINEAR     |
| 116289 - | 2003 YO55             | 19 december 2003 | Socorro            | LINEAR     |
| 116290 - | 2003 YO56             | 19 december 2003 | Socorro            | LINEAR     |
| 116291 - | 2003 YD57             | 19 december 2003 | Socorro            | LINEAR     |
| 116292 - | 2003 YO57             | 19 december 2003 | Socorro            | LINEAR     |
| 116293 - | 2003 YU57             | 19 december 2003 | Socorro            | LINEAR     |
| 116294 - | 2003 YE58             | 19 december 2003 | Socorro            | LINEAR     |
| 116295 - | 2003 YL58             | 19 december 2003 | Socorro            | LINEAR     |
| 116296 - | 2003 YT58             | 19 december 2003 | Socorro            | LINEAR     |
| 116297 - | 2003 YR59             | 19 december 2003 | Kitt Peak          | Spacewatch |
| 116298 - | 2003 YY59             | 19 december 2003 | Kitt Peak          | Spacewatch |
| 116299 - | 2003 YJ60             | 19 december 2003 | Kitt Peak          | Spacewatch |
| 116300 - | 2003 YW60             | 19 december 2003 | Socorro            | LINEAR     |